# Women Painters of the World

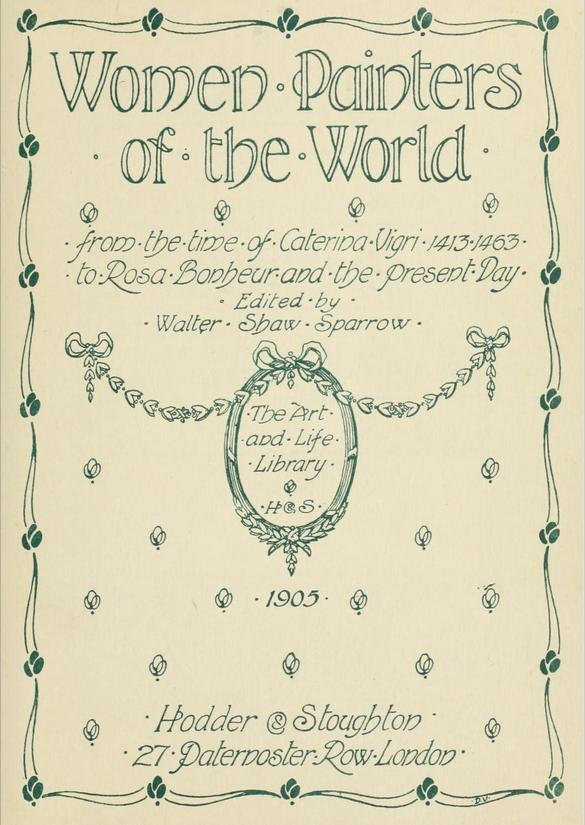
Titelblatt des Werkes

Women Painters of the World, from the Time of Caterina Vigri (1413–1463) to Rosa Bonheur and the Present Day ist ein 1905 veröffentlichter Bildband mit Werken prominenter Malerinnen vom Spätmittelalter bis in die Gegenwart. Das Werk wurde von Walter Shaw Sparrow zusammengestellt und herausgegeben und bei Hodder & Stoughton verlegt.
Das Buch enthält über 300 Abbildungen von Gemälden von über 200 Malerinnen, von denen die meisten im 19. Jahrhundert geboren wurden und Medaillen auf verschiedenen internationalen Ausstellungen gewannen. Das Buch ist ein nützliches Nachschlagewerk für die Kunst von Frauen des späten 19. Jahrhunderts, aber auch früherer Jahrhunderte.

## Liste der vertretenen Malerinnen
- Louise Abbéma
- Marthe Abran
- Georges Achille-Fould
- Helen Allingham
- Anna Alma-Tadema
- Laura Theresa Alma-Tadema
- Sophie Gengembre Anderson
- Helen Cordelia Angell
- Sofonisba Anguissola
- Christine Angus
- Berthe Art
- Geraldine van de Sande Bakhuyzen
- Antonia Bañuelos
- Rose Maynard Barton
- Marie Bashkirtseff
- Jeanna Bauck
- Amelia Bauerle
- Mary Beale
- Diana Beauclerk
- Cecilia Beaux
- Ana Bešlić
- Marie-Guillemine Benoist
- Maria Philippina Bilders-van Bosse
- Lily Blatherwick
- Tina Blau
- Nelly Bodenheim
- Kossa Bokchan
- Rosa Bonheur
- Marie-Geneviève Bouliar
- Madame Bovi
- Olga Boznańska
- Louise-Cathérine Breslau
- Elena Brockmann
- Jennie Augusta Brownscombe
- Anne Frances Byrne
- Katharine Cameron
- Mary Cameron
- Marie-Gabrielle Capet
- Margaret Sarah Carpenter
- Madeleine Carpentier
- Rosalba Carriera
- Mary Cassatt
- Marie Cazin
- Francine Charderon
- Marian Emma Chase
- Zoé-Laure de Chatillon
- Jeanne-Elisabeth Chaudet
- Lilian Cheviot
- Mlle. Claudie
- Christabel Cockerell
- Marie Amélie Cogniet
- Uranie Alphonsine Colin-Libour
- Jacqueline Comerre-Paton
- Cornelia Conant
- Delphine Arnould de Cool-Fortin
- Diana Coomans
- Maria Cosway
- Amelia Curran
- Louise Danse
- Héléna Arsène Darmesteter
- Marie Davids
- Césarine Davin-Mirvault
- Evelyn De Morgan
- Jane Mary Dealy
- Virginie Demont-Breton
- Marie Destrée-Danse
- Margaret Isabel Dicksee
- Agnese Dolci
- Angèle Dubos
- Victoria Dubourg
- Clémentine-Hélène Dufau
- Mary Elizabeth Duffield-Rosenberg
- Maud Earl
- Marie Ellenrieder
- Alix-Louise Enault
- Alice Maud Fanner
- Catherine Maria Fanshawe
- Jeanne Fichel
- Rosalie Filleul
- Fanny Fleury
- Julia Bracewell Folkard
- Lavinia Fontana
- Elizabeth Adela Forbes
- Eleanor Fortescue-Brickdale
- Consuelo Fould
- Victoria von Großbritannien und Irland
- Elizabeth Jane Gardner
- Artemisia Gentileschi[1]
- Diana Ghisi
- Ketty Gilsoul-Hoppe
- Marie Eléonore Godefroid
- Eva Gonzalès
- Maude Goodman
- Mary L. Gow
- Kate Greenaway
- Rosina Mantovani Gutti
- Gertrude Demain Hammond
- Emily Hart
- Hortense Haudebourt-Lescot
- Alice Havers
- Ivy Heitland
- Catarina van Hemessen
- Matilda Heming
- Mrs. John Herford
- Emma Herland
- E. Baily Hilda
- Dora Hitz
- A. M. Hobson
- Adrienne van Hogendorp-s' Jacob
- Lady Holroyd
- Amelia Hotham
- M. J. A. Houdon
- Joséphine Houssay
- Barbara Elisabeth van Houten
- Sientje Mesdag-van Houten
- Julia Beatrice How
- Mary Young Hunter
- Helen Hyde
- Katarina Ivanović
- María de la Paz von Spanien
- Olga Jančić
- Blanche Jenkins
- Marie Jensen
- Olga Jevrić
- Louise Jopling
- Ljubinka Jovanović
- Mina Karadžić
- Angelika Kauffmann
- Lucy E. Kemp-Welch
- Jessie Marion King
- Elisa Koch
- Käthe Kollwitz
- Adélaïde Labille-Guiard
- Ethel Larcombe
- Hermine Laukota
- Madame Le Roy
- Louise-Émilie Leleux-Giraud
- Judith Leyster
- Barbara Longhi
- Louise, Duchess of Argyll
- Marie Seymour Lucas
- Marie Lucas Robiquet
- Elisabeth Vilma Lwoff-Parlaghy
- Ann Macbeth
- Biddie Macdonald
- Jessie Macgregor
- Violet Manners, Duchess of Rutland
- E. Marcotte
- Ana Marinković
- Madeline Marrable
- Edith Martineau
- Caroline de Maupeou
- Constance Mayer
- Anne Mee
- Margaret Meen
- Maria Sibylla Merian
- Anna Lea Merritt
- Georgette Meunier
- Eulalie Morin
- Berthe Morisot
- Mary Moser
- Marie Nicolas
- Beatrice Offor
- Adeline Oppenheim Guimard
- Blanche Paymal-Amouroux
- Marie Petiet
- Nadežda Petrović
- Zora Petrović
- Constance Phillott
- Maria Katharina Prestel
- Henrietta Rae
- Barbara Ragnoni
- Catharine Read
- Marie Magdeleine Real del Sarte
- Flora Macdonald Reid
- Maria G. Silva Reis
- Mrs. J. Robertson
- Suze Robertson
- Ottilie Roederstein
- Juana Romani
- Adèle Romany
- Jeanne Rongier
- Henriëtte Ronner-Knip
- Baroness Lambert de Rothschild
- Sophie Rude
- Rachel Ruysch
- Eugénie Salanson
- Adelheid Salles-Wagner
- Amy Sawyer
- Helene Schjerfbeck
- Félicie Schneider
- Anna Maria von Schürmann
- Thérèse Schwartze
- Doña Stuart Sindici
- Elisabetta Sirani
- Sienese Nun Sister A
- Sienese Nun Sister B
- Minnie Smythe
- Elisabeth Sonrel
- Lavinia, Countess Spencer
- M. E. Edwards Staples
- Louisa Starr
- Marianne Stokes
- Elizabeth Strong
- Mary Rankin Swan
- Annie Louise Swynnerton
- E. De Tavernier
- Elizabeth Upton, Baroness Templetown
- Ellen Thesleff
- Elizabeth Thompson
- Maria Tibaldi m. Subleyras
- Frédérique Vallet-Bisson
- Caroline de Valory
- Mlle. de Vanteuil
- Élisabeth Vigée-Lebrun
- Caterina Vigri
- Vukosava Velimirović
- Ana Vidjen
- Draginja Vlasic
- Beta Vukanović
- Louisa Lady Waterford
- Hermine Waternau
- Caroline Watson
- Cecilia Wentworth
- E. Wesmael
- Florence White
- Maria Wiik
- Julie Wolfthorn
- Juliette Wytsman
- Annie Marie Youngman
- Jenny Zillhardt